# 769年
| 千纪： | 1千纪                                                                                           |
| 世纪： | 7世纪 \| 8世纪 \| 9世纪                                                                         |
| 年代： | 730年代 \| 740年代 \| 750年代 \| 760年代 \| 770年代 \| 780年代 \| 790年代                       |
| 年份： | 764年 \| 765年 \| 766年 \| 767年 \| 768年 \| 769年 \| 770年 \| 771年 \| 772年 \| 773年 \| 774年 |
| 纪年： | 己酉年（鸡年）；唐大曆四年；南诏长寿元年；日本神護景雲三年；渤海国大興三十二年                  |

## 大事记
- 朱济时起事，陷十余州。岭南节度使派李观与容州观察使王翃讨平。
- 查理曼展开对阿基坦和加斯科涅的军事行动。他带领着法兰克军队到达波尔多后于弗龙萨克建立起要塞。查理曼的弟弟，卡洛曼拒绝参与行动并退回勃艮第。阿基坦公爵Hunald被驱逐到加斯科涅。慑于查理曼的军力，加斯科涅公爵将他交给了查理曼以换取和平，随后他被放逐到一家僧院。阿基坦与加斯科涅随后并入法兰克王国。
- 崇徽公主和亲，嫁予牟羽可汗
- 吐蕃攻永壽。

## 出生
- 杜元穎--剑南节度使
- 埃格伯特--威塞克斯王国国王

## 逝世
- 杜鸿渐，宰相，卫国公
- 崔涣，礼部侍郎
- 李含光，道教上清派茅山宗第十三代宗师